# Phường 6, Gò Vấp
Phường 6 là một phường thuộc quận Gò Vấp, Thành phố Hồ Chí Minh, Việt Nam.

## Địa lý
Phường 6 nằm ở phía đông bắc quận Gò Vấp, có vị trí địa lý:
- Phía đông và phía bắc giáp Quận 12
- Phía tây giáp Phường 17
- Phía nam giáp Phường 5 và Phường 7.

Phường có diện tích 1,65 km², dân số năm 2021 là 34.050 người,  mật độ dân số đạt 20.636 người/km².

## Lịch sử
Phường 6 cũ (1976-1983)
Ngày 11 tháng 7 năm 1983, Hội đồng Bộ trưởng ban hành Quyết định số 70-HĐBT. Theo đó, giải thể Phường 6 để sáp nhập vào Phường 5.
Phường 6 (2006-nay)
Trước năm 1975, địa bàn Phường 6 hiện nay thuộc xã An Nhơn, quận Gò Vấp, tỉnh Gia Định.
Năm 1976, xã An Nhơn giải thể để thành lập các phường mới thuộc quận Gò Vấp, trong đó có Phường 17.
Ngày 23 tháng 11 năm 2006, Chính phủ ban hành Nghị định số 143/2006/NĐ-CP. Theo đó, thành lập Phường 6 trên cơ sở điều chỉnh 164,75 ha diện tích tự nhiên và 22.428 người của Phường 17.